# Сэндс-Маккевитт, Бернадетт
Бернадетт Сэндс-Маккевитт (англ. Bernadette Sands McKevitt, родилась в ноябре 1958 в Ньютаунабби) — североирландский политик, основательница Движения за суверенитет 32 графств, деятельница Подлинной Ирландской республиканской армии.

## Биография
Родилась в городе Ньютаунабби, в лоялистском квартале Рэткул. Младшая сестра Бобби Сэндса, умершего в 1981 году в тюрьме после длительной голодовки (на похороны попасть не смогла). В раннем возрасте с семьёй перебралась в Западный Белфаст (католический район города) после того, как семью выгнали из дома лоялисты. Поддерживала с ранних лет ирландское националистическое движение.
В 1997 году Бернадетт основала Движение за суверенитет 32 графств — политическую партию, представляющую интересы Подлинной Ирландской республиканской армии и выступающей за присоединение Северной Ирландии к Республике Ирландия. Осуждает подписание Белфастского соглашения, утверждая, что её брат умирал не ради этого.
Муж — Майкл Маккевитт, главный квартирмейстер Ирландской республиканской армии и один из основателей Подлинной ИРА. Есть трое детей.